# Rihab Elwalid
Rihab Elwalid (* 14. Juni 1998 in Kebili) ist eine tunesische Bogenschützin, die mit dem Recurvebogen schießt.

## Werdegang
Elwalids erster internationaler Auftritt fand im Rahmen der Afrikaspiele 2019 statt. Nach Platz 18 in der Platzierungsrunde schlug sie in der K.-o.-Runde vier Kontrahentinnen und stand damit im Finale. Dort musste sie sich Esmei Diombo geschlagen geben, gewann aber bei ihrem ersten Auftritt auf internationaler Bühne gleich eine Silbermedaille. Platz zwei bedeutete zudem die Qualifikation für die Olympischen Spiele 2020 in Tokio. Nachdem Elwalid auch wegen der COVID-19-Pandemie eine lange Wettkampfpause einlegte, trat sie 2021 bei den Olympischen Spielen an. Gemeinsam mit ihrem ebenfalls qualifizierten Landsmann Mohamed Hammed waren die beiden die ersten Tunesier, die in der olympischen Geschichte ihres Landes im Bogenschießen antraten. Bei ihrem ersten Wettkampf außerhalb Afrikas stellte Elwalid in der Platzierungsrunde mit einem Ergebnis von 609 Punkten einen neuen persönlichen Bestwert auf. In der ersten Runde musste sie dann gegen die ehemalige Weltmeisterin Aída Román antreten, gegen die sie zwar den ersten Satz gewinnen konnte, letztlich aber unterlag. Im Mixed verpasste sie gemeinsam mit Hammed den K.-o.-Durchgang.
Bei den Afrikameisterschaften 2023 in ihrer tunesischen Heimat war Elwalid in der Platzierungsrunde zwar die beste Schützin, verlor allerdings ihr Halbfinale gegen die Ägypterin Rana Kamel. Letztlich konnte sie die Bronzemedaille gewinnen. Im Mixed reichte es an der Seite von Ibrahim Alaya zu Platz vier. Erstmals trat sie dort auch mit den tunesischen Frauen im Mannschaftswettbewerb an. Nachdem Mauritius und die Elfenbeinküste souverän geschlagen werden konnten, unterlag man im Finale 0:6, konnte aber dennoch die Silbermedaille mit nach Hause nehmen. Durch ihren dritten Platz im Einzel verpasste Elwalid auch die Qualifikation für die Olympischen Spiele 2024 in Paris über den afrikanischen Qualifikationsweg.